# Dominique Larreillet

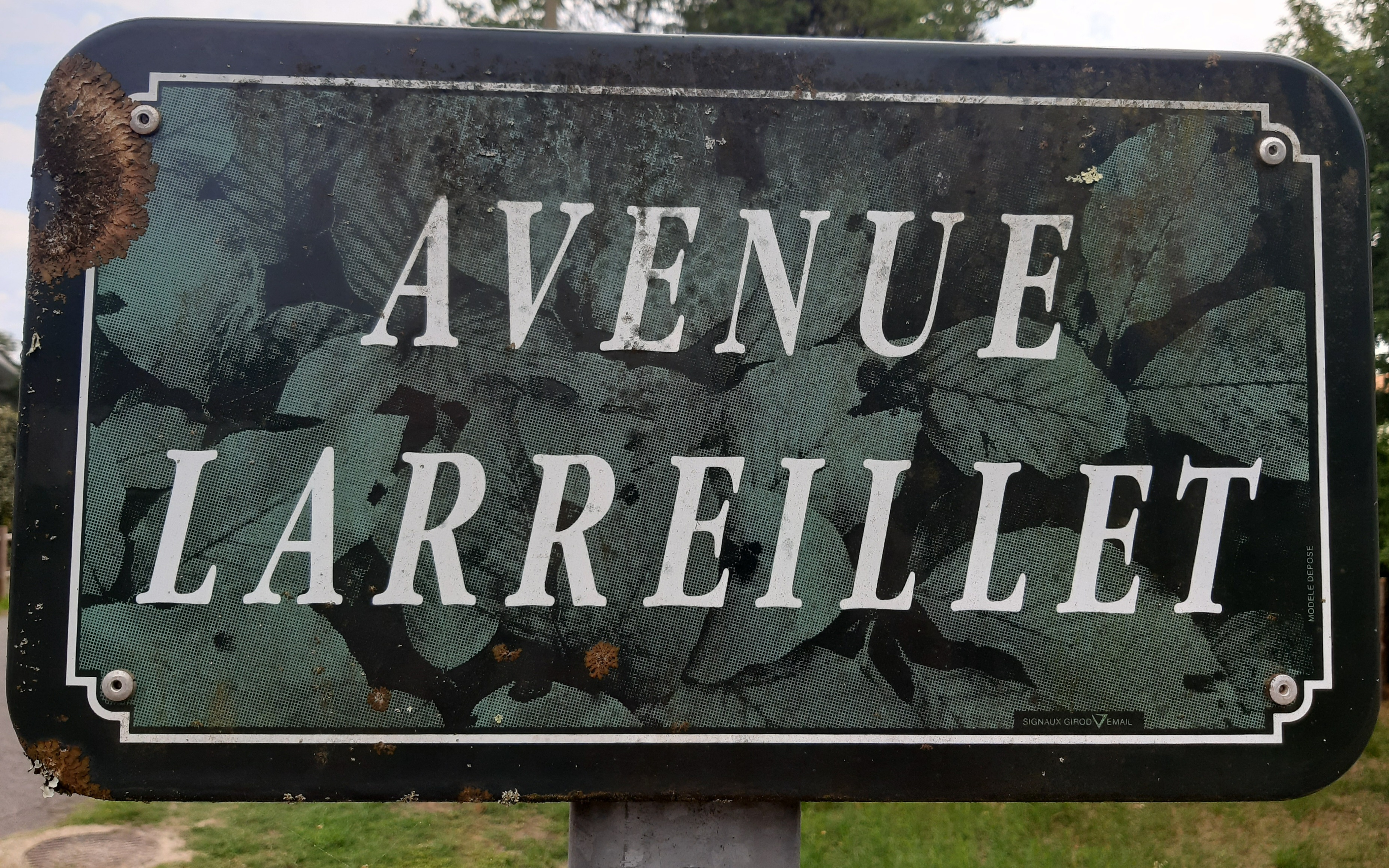
Panneau de l'avenue Larreillet, à Ychoux

Dominique Camille Larreillet,, né le 20 octobre 1771 à Ychoux dans le département français des Landes et mort dans cette même commune le 9 novembre 1857, est un maître de forges, propriétaire foncier, fondateur et exploitant de sites industriels sidérurgiques des Landes.

## Biographie
Dominique Larreillet  est le fils d'Arnaud Larreillet, juge d'Ychoux et seigneur de Josse
De même que la famille Lur-Saluces à Uza avant lui, il participe au développement de l’industrie métallurgique dans les Landes au début du XIXe siècle. Entrepreneur, il sait tirer parti des différentes ressources naturelles locales (le minerai présent dans les Landes sous forme de garluche, le pin des Landes transformé en charbon de bois et l'eau des rivières aménagées en retenues pour la production d'énergie hydraulique), afin de produire et transformer du fer et de la fonte dans des hauts fourneaux et des forges.
Il commence son activité à Ychoux, sa commune d'origine, dont il devient le premier maire en 1792. Un recueil écrit par J. Thore en 1810 intitulé Promenade sur les Côtes du Golfe de Gascogne le désigne comme « fermier des forges de Pontenx ». En 1818, il reçoit l'autorisation d'établir la forge de Pissos à deux kilomètres environ au sud du bourg de Pissos, sur le ruisseau Mordouat, affluent de la Grande Leyre. La commune bénéficie en effet de la présence de garluche dans les quartiers de Daunague et Escoursolles, de même que la commune voisine de Commensacq (quartier Cantegrit). Les principaux débouchés sont les arsenaux, en recherche à cette époque de métal pour la fabrication de boulets de canon, et le chemin de fer alors en pleine expansion.
Le 19 avril 1825, il sollicite auprès du comte de Puységur, alors préfet des Landes, l'autorisation de construire à Brocas deux hauts fourneaux adossés, un four à réverbère pour affiner la fonte, un second four pour chauffer les lopins, les marteaux et cylindres nécessaires pour battre et laminer le fer et lui donner les formes qu'on demandera. Il propose d'établir son usine à 200 mètres du bourg, près du nouveau moulin à eau établi sur l'Estrigon, dont les eaux lui serviront de moteur. Une fois l'autorisation obtenue, il achète en 1828 le moulin neuf et les terres adjacentes à la famille Desacq. Il s'associe à ses deux fils, Camille (1796-1848) et Adolphe (1805-1843), pour construire et exploiter en 1832 la nouvelle forge de Brocas. Son fils Adolphe sera maire de la commune et décédera par noyade dans un accident.
De 1833 à 1847, Dominique Larreillet est conseiller général des Landes représentant le canton de Parentis-en-Born. En tant que propriétaire foncier, il prône l'extension du boisement dans les Landes, tant sont grands les besoins liés à la révolution industrielle. La loi du 19 juin 1857 relative à l'assainissement et de mise en culture des Landes de Gascogne, apportera une réponse favorable à cette attente.